# 湯の瀬ダム
湯の瀬ダム（ゆのせダム）は、長野県長野市、一級河川・信濃川水系裾花川に建設されたダム。高さ18メートルの重力式コンクリートダムで、上水道・発電を目的とする、長野県営（長野県企業局直轄）の多目的ダムである。

## 歴史
長野県は長野市中心市街地を流れる裾花川の治水を図るとともに、中部電力による電力供給エリア末端に位置している長野県北部（北信地方）への電力供給安定度を高めるため、裾花川上流に裾花ダムを建設し、併せて裾花発電所を設置した。裾花発電所は最大1万4,600キロワットの電力を発生することができる長野県営の水力発電所で、裾花ダム湖（裾花湖）を調整池として利用することで電力需要の高低に追従した発電運転を行っている。水力発電所の出力変動は河川流量の変動をもたらすことから、これを抑えるため下流に逆調整池を形成する小規模なダム、すなわち湯の瀬ダムを建設した。湯の瀬ダムは裾花ダムと同じく1969年（昭和44年）に完成。その後、1979年（昭和54年）には裾花ダムよりさらに上流、裾花川源流部に奥裾花ダムおよび奥裾花発電所が完成している。

## 周辺
湯の瀬ダムは長野市中心市街地より国道406号を鬼無里方面へ進んだ先にある。裾花ダムにも近く、途中にある地域物産を販売している露店からは湯の瀬ダムと裾花ダムを同時に望める。この露店の下流に対岸へと渡る道路が分岐しており、この道を川に沿って上流へと進むと湯の瀬ダム管理事務所に至る。湯の瀬ダム直下は水道施設があり、天端と共に一般の立ち入りが制限されている。湯の瀬ダムの下流には中部電力の水力発電所・里島発電所がある。湯の瀬ダム下流の堰より水を取り入れ、最大3,500キロワットの電力を発生する。1936年（昭和11年）より運転を開始しており、その歴史は裾花ダム・湯の瀬ダムよりも長い。

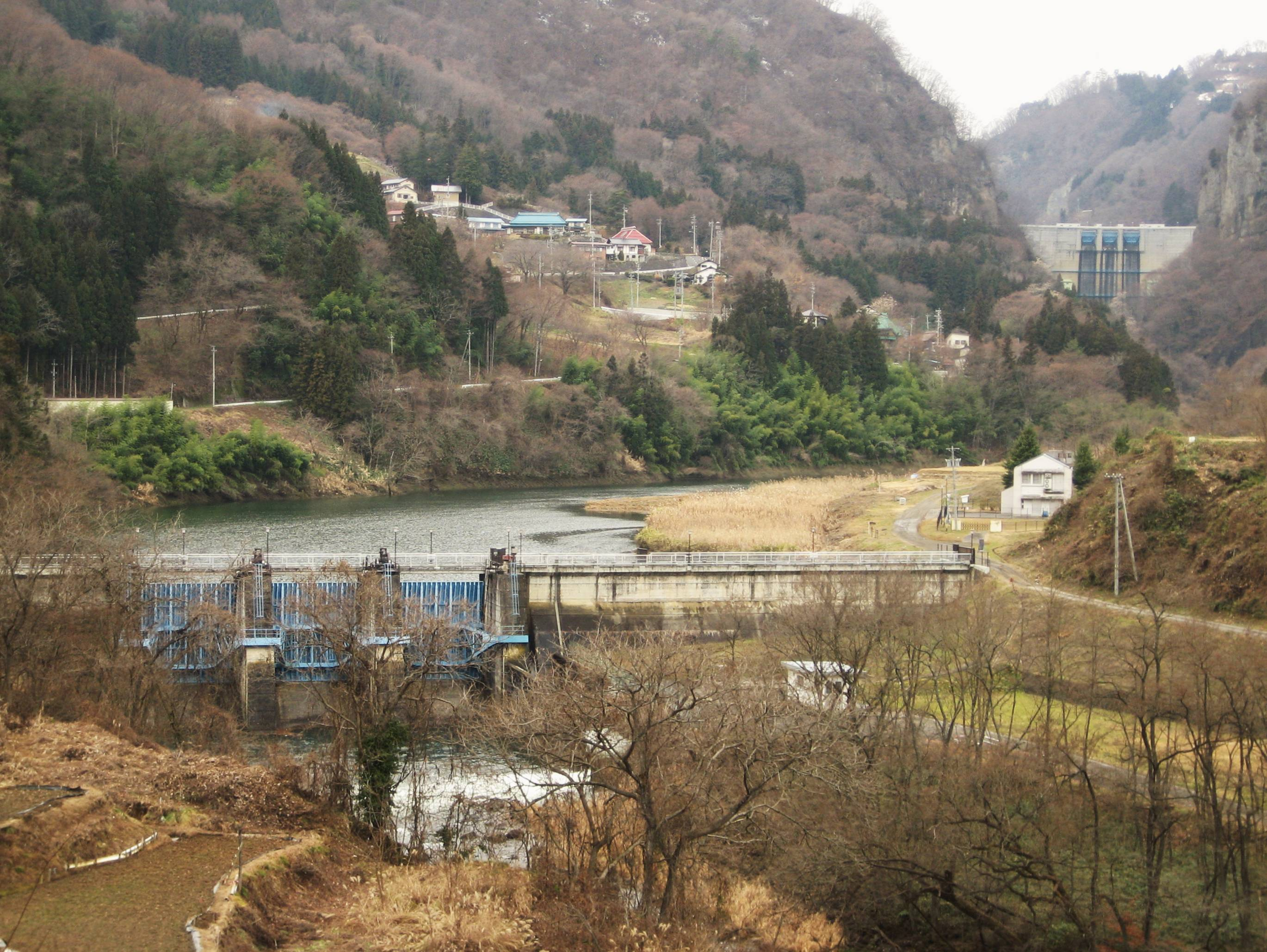
裾花ダム（奥）と湯の瀬ダム（手前）
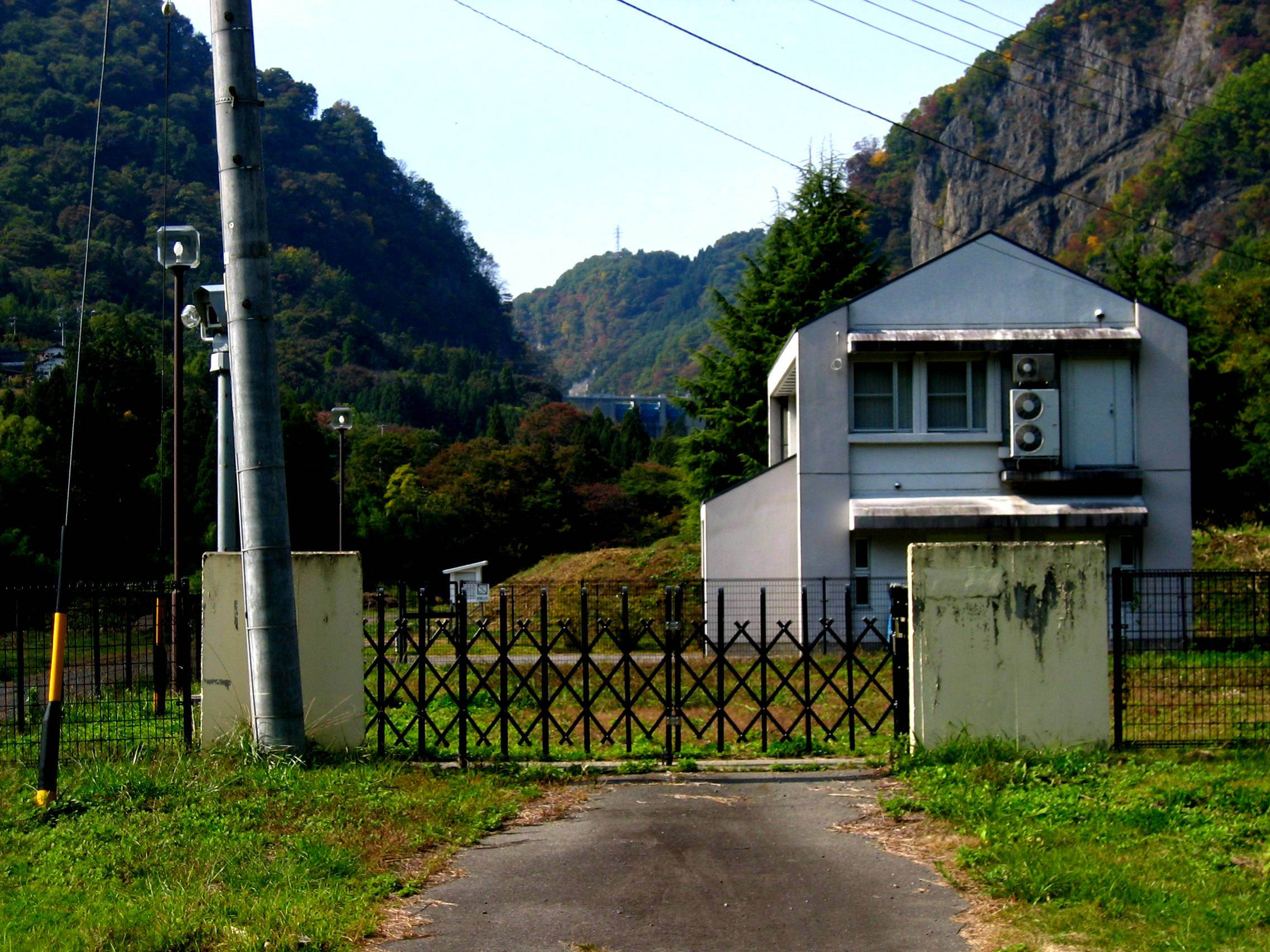
湯の瀬ダム管理事務所
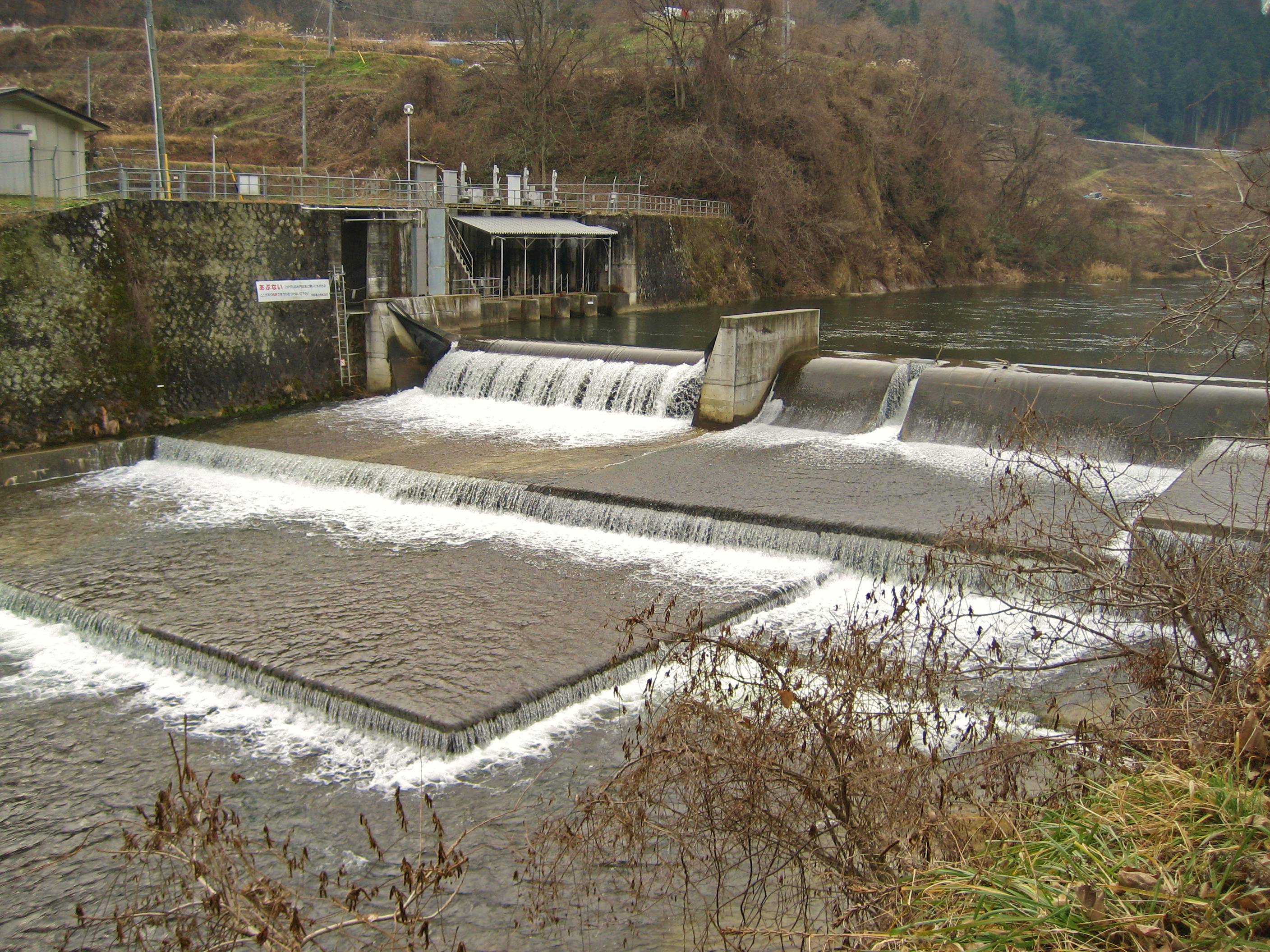
里島発電所取水堰
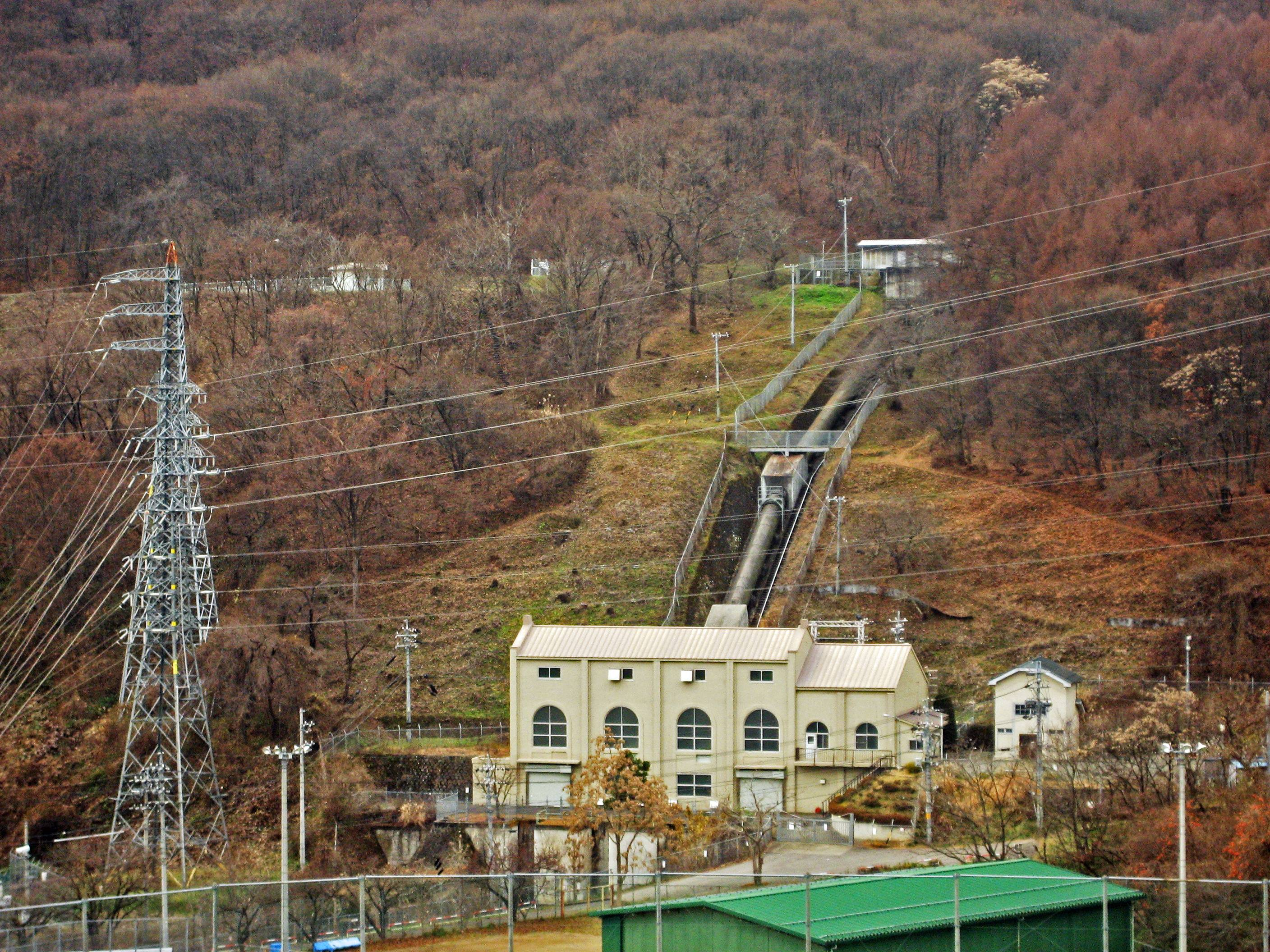
里島発電所